# Peter Truhart
Peter Truhart (* 25. Juli 1936 in Hamburg) ist ein  deutscher Jurist und ehemaliger Diplomat, der unter anderem zwischen 1984 und 1987 in Conakry Botschafter der Bundesrepublik Deutschland in Guinea war.

## Leben
Truhart begann nach dem Abitur 1955 ein Studium der Fächer Rechtswissenschaften und Osteuropäische Geschichte an der Freien Universität Berlin, das er 1961 mit dem Ersten Juristischen Staatsexamen abschloss. Von 1961 bis 1962 war er Gerichtsreferendar. 1962 begann er darüber hinaus ein Studium im Fach Chinesische Sprachen an der Rheinischen Friedrich-Wilhelms-Universität Bonn, das er 1965 mit einem Sprachdiplom beendete. 1970 schloss er seine Dissertation (Drei Systeme der allgemeinen Kontrolle der Staatsverwaltung durch besondere Organe der Verfassung. Die Systeme des Parlamentsbeauftragten Ombudsman, der „Allgemeinen Aufsicht“ durch die Staatsanwaltschaft in den sozialistischen Staaten und des Kontrollrats der Republik China Taiwan) an der Rechts- und Staatswissenschaftlichen Fakultät der Rheinischen Friedrich-Wilhelms-Universität Bonn mit der Promotion zum Dr. jur. ab.
Zwischenzeitlich begann Truhart den Vorbereitungsdienst für den höheren Auswärtigen Dienst und war nach dessen Abschluss 1965 ab 1966 an den Auslandsvertretungen in New York City (UN-Beobachtermission bis 1967), Saigon (1968/1969) sowie als Legationsrat Erster Klasse 1970/1973 an der Botschaft in der Sowjetunion in Moskau tätig, ehe er am 18. Juni 1973 als Legationsrat Erster Klasse Referent im Referat Südostasien, Australien, Neuseeland und Ozeanien im Auswärtigen Amt wurde. Danach wurde er am 13. April 1976 Geschäftsträger ad interim an der Botschaft in Vietnam (Hanoi) und wurde zeitgleich am 23. August 1976 Mitarbeiter der Botschaft in Peking in der Volksrepublik China.
1984 wurde er in Conakry Botschafter der Bundesrepublik Deutschland in Guinea und bekleidete diesen Posten bis 1987. Nachfolger wurde daraufhin Hubert Beemelmans. Im Anschluss war er zwischen 1987 und 1990 Leiter des Kulturreferats an der Botschaft in Frankreich sowie von 1990 bis 1998 Leiter des Referats kulturpolitische Beziehungen zu Afrika, Asien, Lateinamerika und der UNESCO der Kulturabteilung des Auswärtigen Amtes. In dieser Funktion war er im Juni 1994 Leiter der deutschen Delegation beim Gemischten Deutsch-Tunesischen Kulturausschuss.
Zuletzt wurde Truhart 1999 Generalkonsul in Innsbruck und übte diese Funktion bis zu seiner Versetzung in den Ruhestand im Jahr 2000 aus. Neben seiner diplomatischen Laufbahn verfasste er zahlreiche Bücher zu historischen und diplomatischen Themen.
Im Jahr 1976 erhielt er ein Bundesverdienstkreuz.
Truhart war evangelisch, seit 1970 verheiratet mit Almute Truhart, geborene Ruthe, und Vater eines Sohnes (Konstantin).

## Veröffentlichungen
- Drei Systeme der allgemeinen Kontrolle der Staatsverwaltung durch besondere Organe der Verfassung. Die Systeme des Parlamentsbeauftragten Ombudsman, der „Allgemeinen Aufsicht“ durch die Staatsanwaltschaft in den sozialistischen Staaten und des Kontrollrats der Republik China Taiwan. Dissertation Universität Bonn 1970.
- Regents of nations. Systematically chronology of states and their political representatives in past and present. A biographical reference book. [Regenten der Nationen]. 4 Bände. München 1984 ff.; 2. Auflage (5 Bände) ebenda 1999 ff., ISBN 3-598-10491-X.
- International directory of foreign ministers: 1589 – 1989. München 1989, ISBN 3-598-10823-0.
- International directory of foreign ministers: 1945 – 1989. Ergänzungsband, 1995, ISBN 3-598-11276-9.
- Historical dictionary of states: States and state-like communities from their origins to the present. München 1995, ISBN 3-598-11292-0.
- Regents of nations. Systematically chronology of states and their political representatives in past and present. A biographical reference book. [Regenten der Nationen]. 8 Bände. 3rd  revised and enlarged edition, 53340 Meckenheim 2023/2024, 3. überarbeitet und erweiterte Auflage (8 Bände)   America ISBN 978-3-910946-00-2 Africa ISBN 978-3-910946-01-9 Asia I (West-, Central-, Northern & Eastern Asia) ISBN 978-3-910946-02-6 Asia II (South Asia, Southeast Asia & Pacific Oceania)  ISBN 978-3-910946-03-3 Europe I (West & South) ISBN 978-3-910946-04-0 Europe II (Southeast)   ISBN 978-3-910946-05-7 Europe III (Eastern & Northern) ISBN 978-3-910946-06-4 Europe IV (Central Europe & International Organization) ISBN 978-3-910946-07-1
- Regents of nations. Systematically chronology of states and their political representatives in past and present. A biographical reference book. [Regenten der Nationen]. 3rd  revised and enlarged edition, 53340 Meckenheim 2023/2024, 3. überarbeitet und erweiterte Auflage Antiquity worldwide ISBN 978-3-910946-08-8